# Graphosoma italicum
Graphosoma italicum је врста стенице из породице Pentatomidae. Често се среће и под називом Graphosoma lineatum.

## Опис
G. italicum достиже дужину од 8 до 12 mm. Тело је врло широко и заобљено. Основна боја са горње стране је црвена по којој се пружају широке црне подужне пруге. На пронотуму има шест црних штрафти, антене су црне.

## Таксономија
Graphosoma italicum је у периоду дужем од 100 година сматрана или подврстом или синонимом за врсту G. lineatum, тако да се у литератури до 2007 готово искључиво користи назив lineatum. Да је G. italicum засебна и валидна врста је потврђено ДНК анализама.

## Сличне врсте
- Graphosoma lineatum (Linnaeus, 1758) - Има наранџасте ноге. Њен ареал покрива само северну Африку и Сицилију.
- Graphosoma semipunctatum (Fabricius, 1775) - Црне пруге су испрекидане на пронотуму и изгледају као тачке. Живи у Средоземљу.
- Graphosoma melanoxanthum Horvath, 1903 - Живи у јужној Русији, Турској и Ирану.

## Распрострањење
Graphosoma italicum живи у целој Европи. У Србији је широко распрострањена и прилично честа.

## Биологија
G. italicum воли топле и сунчане пределе. Чешће се налази на присојној страни (оној окренутој југу). Њене упадљиве боје су упозорење потенцијалним грабљивцима да је неукусна. Овај инсект се најчешће налази на цвастима биљака из породице Apiaceae (Daucus, Heracleum, Anthriscus, Foeniculum, итд.).
- нимфа
- парење
- парење
- одрасла стеница